# El idiota de mi tío y otros idiotas
El idiota de mi tío y otros idiotas es una antología de tres relatos del escritor coreano Chae Mansik publicada por la editorial Libros de la ballena. Han sido traducidos por primera vez al español por Álvaro Trigo Maldonado directamente desde la lengua materna del autor. La antología está prologada por Andrés Felipe Solano.

## Relatos de la antología
La antología El idiota de mi tío y otros idiotas se compone de tres relatos:
- «El idiota de mi tío» fue publicado por entregas en el periódico Donga Ilbo en 1938. Presenta un curioso narrador en primera persona, un joven que critica ferozmente a su tío, un intelectual enfermo. Sin embargo, la problemática de los intelectuales transcurre en un plano secundario. A través de la figura del sobrino, el escritor plantea su crítica indirecta al colonialismo. El cuestionamiento de la pérdida de identidad coreana recorre cada página del relato mostrando, desde un diálogo de lo absurdo, las políticas coloniales japonesas más traumáticas y controvertidas.

- «Vidas de usar y tirar» fue escrito en 1934. Trata sobre un tema que preocupaba a gran parte de los autores contemporáneos de Chae Mansik: la cuestión de los intelectuales en el trasfondo de colonización japonesa de Corea. Es un relato en el que se presenta la situación de desempleo a la que se ven abocados los jóvenes intelectuales coreanos en un mercado sin demanda para ellos, así como sus contradicciones e irresponsabilidades.

- «El agente Maeng» fue escrito en 1946. Es un relato perteneciente a la breve etapa del autor posterior a la liberación. En él, el autor continúa mostrando toda la perspicacia de su espíritu crítico. Se trata aquí el colaboracionismo y la depuración de responsabilidades de aquellos que apoyaron a los japoneses durante el gobierno en la península. La cuestionable actitud de los personajes de este relato parece anticipar que la liberación no iba a significar la ruptura total con el sistema anterior que tanto se había anhelado.

## Estilo
La literatura de Chae Mansik se caracteriza por el uso de la sátira y la ironía, hasta el punto de ser considerado el legado literario del autor. En gran parte de su obra, el realismo social es su herramienta principal para llevar a cabo una crítica mordaz de la sociedad de su tiempo, marcada sobre todo por la ocupación japonesa de Corea.
Chae se vale de un lenguaje vulgar y expresiones propias del dialecto de su provincia natal. Aunque esto no le trajo el reconocimiento de la crítica de su tiempo, sus obras fueron valoradas por los académicos a partir de los años setenta. 